# Antična Grčija
Antična Grčija je poimenovanje za obdobje stare grške kulture med koncem velikih selitev indoevropskih plemen okoli leta 800 pr. n. št. in vključitvijo območja Grčije v Rimsko cesarstvo leta 146 pr. n. št. Zlasti za začetek obdobja veljajo različna merila, saj grško antiko težko strogo ločimo od predhodne ahajske kulture in predgrških kultur. Sprva so začetek obdobja povezovali z začetkom prirejanja olimpijskih iger, torej 776 pr. n. št.
Tudi konec obdobja ni enoumno določen, saj nekateri menijo, da se konča že z vzponom helenističnega sveta oziroma s smrtjo Aleksandra Velikega 323. leta pr. n. št. 
Obdobje deloma sovpada s klasičnim starim vekom, ki označuje čas Grkov in Rimljanov od približno 8. stoletja pr. n. št. do 5. stoletja.
Antična Grčija opisuje grško govoreči del sveta v tistem obdobju in torej ne vključuje le geografskega območja sedanje Grčije, temveč so k njej spadali še: Ciper, Egejski otoki, obalni pas Male Azije, Sicilija in južna Italija (Velika Grčija) in razpršene grške naselbine na obalah Kolhide (Kolchis), Ilirije, Trakije (Thráki), Egipta, Cirenajke (Cyrenaica), južne Galije, vzhodni in severovzhodni del Iberskega polotoka in Iberija (Iberia).
To je bilo živahno obdobje epistemološkega razvoja (grško episteme = znanje, znanost), ko so postavili temelje sodobni znanosti, umetnosti, izobraževalnim sistemom, politiki in jeziku. Za prenos tedanjih dosežkov v sodobni čas nimajo zaslug le Grki sami, marveč gre to med drugim pripisati Arabcem, predstavnikom renesančnega obdobja in neoklasicistom. 
Znani angleški filozof Bertrand Russell je nekoč zapisal, da je vzpon stare Grčije pravzaprav presenetljiv, saj so na videz ustreznejši dejavniki za uspešen razvoj civilizacij obstajali že na drugih geografskih območjih. Toda kljub temu so  Grki razvili matematiko, znanost in značilno filozofijo. Prvi so pisali zgodovino v sodobnem pomenu besede, povsem neobremenjeno so razmišljali o naravi sveta. Začetek in nagel razvoj vseh teh značilnosti spada prav v obdobje antične Grčije, ko se je na širšem geografskem območju spremenilo marsikaj.

## Predhomersko obdobje (okoli 2000–800 pr. n. št.)
Indoevropski predniki Grkov so na območje današnje Grčije prišli v bronasti dobi, in sicer v obdobju med letoma 2000 in 1500 pr. n. št. z območja Panonske nižine. Njihova poselitev Balkanskega polotoka je del obsežnih selitev indoevropskih plemen v drugem tisočletju pr. n. št.

### Minojska (kretska) kultura
Legenda pravi, da so Atenci v svojih gorah zahrbtno ubili Minosovega sina Androgeja. Zaradi tega sta njihovo deželo pustošila vojska in bolezen. Minosu in bogovom so se Atenci odkupili s tem, da so Minosu vsakih 9 let obljubili 7 fantov in 7 deklet kot davek za Minotavra. Temu je, zanimivo, zgradil labirint ravno Atenec Dedal, potem ko je po uboju nečaka zbežal pred sojenjem iz Aten na Kreto, ki je bila v tistem času politično središče.
Še pred prihodom Indoevropejcev je bil na otoku Kreta vzpon prve visoke kulture na tem območju. Zgodovinarji jo imenujejo kretska ali minojska kultura (okoli 2200–okoli 1450 pr. n. št.). Krečani so bili sorodni staremu sredozemskemu prebivalstvu Grčije in Male Azije. Okoli leta 1700 pr. n. št. je kretsko kulturo zadela katastrofa, katere vzrok ni jasen. Sledil je njen ponovni vzpon, skoraj v celoti pa je bila uničena okrog leta 1450 pr. n. št., najverjetneje je bilo več razlogov (potres, državljanska vojna, vdor mikenskih Grkov). 
Grki so od Minojcev prevzeli način življenja po naselbinah: središče dogajanja je bila palača, okoli nje pa so bile vasi s posestmi. Palača je centralistično vodila gospodarstvo za posamezno območje. Očitno so od svojih nadrejenih s Krete prevzeli tudi uradniški sistem s pisavo. Minojci so uporabljali zlogovno linearno pisavo A, ki je danes ne znamo brati. Ne poznamo namreč jezika, ki so ga govorili v tej kulturi. Verjetno je bil to eden od egejskih jezikov. Ta jezik je imel svoje posebnosti. Najverjetneje je v njem veljalo pravilo o odprtem zlogu, zato je bila zlogovna pisava zelo primerna za njegovo zapisovanje. To pisavo so prevzeli tudi Grki in jo malo spremenili, tako da govorimo o linearni pisavi B. Z njo so vodili gospodarstvo palače na glinenih tablicah.
Eden glavnih kulturnih spomenikov iz tega obdobja je palača v Knososu, katere gradnja sega v zgodnjo dobo kretske kulture. V dobi ponovnega vzpona naj bi Knosos štel že okoli 50.000 prebivalcev.

### Mikenska kultura
Začetek mikenske kulture sovpada z indoevropsko naselitvijo, zato jo v nasprotju s predgrškima kulturama Krete in Troje štejemo za prvo grško kulturo. Skupno ime za Grke mikenske dobe je Ahajci. Prvo obdobje po naselitvi Grčije so pretežno gojili kmečke kulture, v drugi polovici 2. tisočletja pr. n. št. pa se je izoblikovalo več družbenih razredov. Večje državne tvorbe so nastale v pokrajinah Beocija (s središčem v Mikenah) in Argolida, načeloval pa jim je vladar (vojaški kralj), ki so mu državo pomagali upravljati vrhovni poveljnik vojske, aristokrati in lokalni nadzorniki. Nižje na družbeni lestvici so bili obrtniki, trgovci in kmetje, najnižji sloj pa so bili sužnji. To obdobje zaznamuje vojaški duh; plemstvo je živelo v utrjenih dvorcih ter imelo bojne vozove in bronasto orožje. V 14. in 13. stoletju so Ahajci dosegli tudi začasno prevlado na morju, o čemer pričajo njihove postojanke na otokih, kot sta Rodos in Ciper, ter trgovanje z vzhodnim Sredozemljem. 
Leta 1450 pr. n. š. so Ahajci s Peloponeza napadli Kreto, jo izropali in si Krečane podredili. V enem od naslednjih stoletij je sledila trojanska vojna, v kateri so Ahajci napadli in izropali Trojo na maloazijski obali, kar je tudi osrednji motiv Homerjevega epa Iliada.
Med glavne najdbe tega časa spadajo jaškasti grobovi v mikenskem gradu in levja vrata v Mikenah.

### Temno obdobje (grški srednji vek)
Med letoma 1200 in 800 pr. n. št. je prišlo na ozemlju današnje Grčije z novimi selitvami indoevropskih plemen do velikih sprememb. Ta plemena so že imela železno orožje in orodje, zato se jim Ahajci niso mogli upreti. Njihov prihod tako sovpade z začetkom železne dobe na tem območju. 
Zlasti pomembna je velika dorska selitev (premik s severnega dela Grčije na jug). Dorci so zasedli Peloponez z Mikenami, prišli tudi na Kreto in sodelovali pri pohodih v Malo Azijo. Skrajni jug Balkanskega polotoka, Atiko, Jonske otoke in jonski del Male Azije so zasedli Jonci. Severni del današnje Grčije in del osrednjega dela z Beocijo, Tesalijo ter severozahod Male Azije pa so naselili t. i. severozahodni Grki, ki so se zlili z eolskim prebivalstvom. 
V Grškem temnem veku zamre trgovina in skupaj z njo tudi vse gospodarske dejavnosti. Spet prevlada kmetijstvo (družba postane samozadostna – avtarkija). Pozabi se pisava. Palač ni več, nadomestijo jih hiše iz gline. Propad hierarhije Miken, polisi še niso bili izoblikovani. 

## Arhaično obdobje (okoli 800–500 pr. n. št.)
Grško območje 8. in 7. stoletja pr. n. št. je v primerjavi z velikimi državnimi tvorbami na Bližnjem vzhodu razcepljeno na vrsto majhnih držav, imenovanih polis. A kljub temu se že v arhaičnem obdobju oblikuje grška zavest, zlasti zaradi skupnega jezika. V 7. stoletju pr. n. št. postane ime Heleni skupna oznaka za vse Grke doma in na tujem (ime izhaja iz manjše pokrajine Hellas v Tesaliji). V tem obdobju so  vsegrški zlasti preročišče v Delfih in olimpijske igre, ki se od začetka 8. stoletja pr. n. št. odvijajo v kraju Olimpija na Peloponezu. V tem času je zapovedana prekinitev vseh vojaških spopadov.

### Velika grška kolonizacija
Sredi 8. stoletja pr. n. št. se začne veliko preseljevanje Grkov po sredozemskem svetu. Selili so se predvsem zaradi prevelikega števila prebivalstva, ki je imelo na razpolago premalo zemlje, pa tudi zaradi prezadolženosti nekaterih delov prebivalstva in zaradi trgovine. Kolonizacija je bila načrtovana iz matičnega polisa, so pa bile kolonije od nje večinoma politično neodvisne.
Grki so v tem času poselili jug Italije (mesta Tarent, Kima, Neapelj) in Sicilijo (mesta Sirakuze, Akragant, Gela), tu je bil največji naselitveni val (to je po latinsko Magna Graecia, Velika Grčija), območje Črnega morja (mesta Apolonija, Odesa, Tomi, Olbija), zahodno Sredozemlje (Masalija – današnji Marseille), pridejo tudi v severno Afriko (kolonija Kirena, ob delti Nila Navkratis). V drugem poselitvenem valu prebivalci Sicilije naselijo jadranske otoke Korčulo (Korkira), Hvar (Faros) in Vis (Issa). Ena glavnih posledic velikih selitev je rast trgovanja, ki ga spremlja nastanek blagovno-denarnega gospodarstva, saj se kot sredstvo menjave uporablja denar. Grki tako postanejo vodilno ljudstvo starega sveta.

### Politične in družbene razmere
Ob poselitvi ozemlja današnje Grčije je plemenom načeloval kralj. V arhaičnem obdobju pa so v polisu nastala trenja med kraljem in aristokrati (nekdanji plemenski in rodovni starešine, ki so ob naselitvi dobili najboljše kose zemlje). Kraljevo oblast zamenja aristokratska republika – plemiškim veleposestnikom, ki se ukvarjajo predvsem z vojsko, so podrejeni brezpravni širši sloji prebivalstva. Z veliko kolonizacijo pa moč dobijo trgovci in obrtniki, ki zahtevajo politične pravice (kjer jim uspe, pride do oligarhije – vladavine najbogatejših, ki niso več nujno aristokrati).
Na začetku 7. stoletja se grška vojska bistveno preoblikuje, saj je ne sestavljajo več le posamezni plemiški bojevniki, temveč falange (večje sklenjene skupine vojakov, hoplitov). S tem postanejo politično polnopravni vsi tisti državljani, ki so sposobni za vojaško službo (taka je denimo Solonova ureditev v Atenah).
V drugi polovici 7. stoletja v številnih grških polisih vlada tiran – tiranija. Med tirani so pozitivne osebnosti, ki poenotijo izvršilno oblast in skrbijo za gospodarstvo (Pejzistrat v Atenah), in negativne (Falaris iz Akraganta na Siciliji, ki naj bi bil izjemno okruten).

### Šparta
Antična Šparta je bila najmočnejši polis na Peloponezu. Njena družba je razdeljena na tri sloje: 
- špartiati so kot potomci prvotnih Dorcev vladajoči razred v družbi. Ukvarjajo se le s politiko in vojsko;
- perioki se ukvarjajo z obrtniškimi in trgovskimi posli, plačujejo davke, političnih pravic nimajo;
- heloti pa so neke vrste državni sužnji, prvotno prebivalstvo območja, ki mora za Špartance obdelovati zemljo.

Ena glavnih težav Špartancev je bilo kronično pomanjkanje zemlje, ki so ga reševali z osvajanjem; v dveh dolgotrajnih vojnah so si podredili sosednjo Mesenijo in pozneje še Argolido. S podreditvijo še nekaterih drugih polisov (Antični Korint, Ajgina, Megara) Šparta oblikuje t. i. Peloponeško zvezo, v kateri ima sama nadvlado.
Politično je bila Šparta urejena kot aristokratska monarhija; njena ureditev je vseskozi ostala enaka. Državi sta načelovala dva kralja (med vojno je poveljeval le eden). 28 vsaj 60 let starih špartiatov je sestavljalo geruzijo, ki je pripravljala zakone in sodila tistim, ki so ravnali proti interesom države. Delo geruzije in kraljev je nadziralo še eno aristokratsko telo – eforat (sestavljalo ga je pet eforjev, izvoljenih za eno leto). Vsi polnoletni špartiati moškega spola pa so sestavljali ljudsko skupščino, ki je z vzklikanjem (brez pogovora) pritrjevala ali zavračala sklepe kraljev in geruzije. Celotna družba je bila podrejena vojaškemu skupnemu življenju, ki je za posameznika pomenilo skoraj popolno odsotnost zasebnosti.

### Atene
V osrednji Grčiji v pokrajini Atiki (jonsko območje) pa se je z združitvijo več manjših mest oblikoval večji polis Atene, ki je bil v primerjavi s  Šparto v neposredni bližini morja in zato že od začetka pomorsko usmerjen. 
Atene so bile sprva urejene kot monarhija, ki jo je leta 682 pr. n. št. zamenjala aristokratska republika. Na čelu države je bilo devet arhontov (izvršilna oblast), ki so po poteku mandata postali člani drugega pomembnega telesa, areopaga (svet starešin). Državniške in duhovniške naloge so bile  v rokah plemiških družin; plemiči pa so imeli v lasti tudi večino obdelovalne zemlje.
Vse ostrejša socialna nasprotja, ki so male kmete pogosto vodila v dolžniško suženjstvo, je leta 594 pr. n. št. skušal rešiti arhont Solon, ki je vse atenske svobodnjake odkupil iz dolžniškega suženjstva in prepovedal zadolževanje za osebno svobodo. Določil je zemljiški maksimum, prebivalstvo pa po premoženju razdelil na štiri razrede (timokratska ureditev), ki so glede na razred dobili pripadajoče mesto v vojski. Dodal je še eno politično telo, svet štiristotih ali bulé, ki so ga sestavljali delegati posameznih atenskih okrajev iz prvih treh premoženjskih razredov. Bulé je postal neke vrste nadzorno telo, ki predlaga zakone. Zaradi nepravičnih zakonov je Solon uvedel tudi porotno sodišče. 
Okoli 560 pr. n. št. je v Atenah prišlo do tiranije. Na oblast se je povzpel Pejzistrat, ki je bil znan po obdavčitvi bogatih, organiziranju javnih del in spodbujanju razvoja obrti. Njegova sinova sta bila v primerjavi z njim nepriljubljena, zato so ju okoli leta 510 pr. n. št. strmoglavili. Za arhonta je bil nato izvoljen Klejsten, ki je nadaljeval reforme. Atene je razdelil na deset po premoženju primerljivih upravnih enot (fil). Njihovi predstavniki so še naprej sestavljali bulé, ki je imel po novem 500 članov; za člana je bil lahko izvoljen vsak, ki je imel nekaj premoženja in je bil star vsaj 30 let. Veljavo v tem času pridobiva tudi ljudska skupščina, kar je nastavek za poznejšo demokratično ureditev. Da bi preprečil ponovno tiranijo, je Klejsten uvedel t. i. črepinjsko sodbo (ostrakizem), s katero so bili – ob soglasju vsaj 6000 prebivalcev, ki so imena nezaželenih zapisali na lončene črepinje – politično nezaželeni prisiljeni državo zapustiti za deset let.

## Klasično obdobje (okoli 500–323 pr. n. št.)

### Grško-perzijske vojne
Že okoli leta 520 pr. n. št. so maloazijski polisi prišli pod oblast nove velesile na vzhodu – perzijske države. Perzijci so si z območja današnjega Irana podredili številne stare kulture, tudi Babilonijo, Egipt, Lidijo in Fenicijo. Okrog leta 500 se je polis Milet v Mali Aziji uprl perzijski nadoblasti, pri čemer je po morju dobil pomoč tudi iz Aten. Uporniki so bili sprva uspešni, a čez nekaj let so jih Perzijci vendarle zatrli in začeli delati načrte za maščevanje Atenam. Perzijski šah Darej I. se je tudi v želji po novih sužnjih in bogastvih odločil napasti Atene, pri čemer so ga podprli nekateri grški polisi v pokrajini Tesaliji. Ker Dareju ni uspel prodor prek Helesponta, je proti Grčiji poslal mornarico. Leta 490 so se v bitki na Maratonskem polju atenski hopliti, ki jih je vodil Miltiad, spopadli z enkrat večjo perzijsko vojsko in zmagali (o čemer je Atence po legendi obvestil tekač Fidipid, ki je po 42 kilometrih teka umrl ob prihodu na cilj). Perzijci so bitko najverjetneje izgubili zaradi neenotne vojske, Atenci pa so imeli prednost, ker je bil boj na njihovem domačem terenu.
Do novega spopada je prišlo čez deset let; Dareja je medtem že nasledil vladar Kserks, ki je leta 480 pr. n. št. proti Grčiji poslal novo odpravo. Nekateri polisi na severu Grčije so takoj priznali perzijsko prevlado. V Atenah je medtem prišlo do spora, ali bi bilo bolje braniti se na kopnem ali na morju. Zmagali so zagovorniki pomorske stranke, na čelu katere je bil Temistokles, ki je dal v ta namen zgraditi ogromno ladjevje, bojni načrt pa je pripravil skupaj s Špartanci.
Perzijci so po kopnem medtem prodirali proti jugu in prišli do ožine Termopile. Tu so jih čakali Špartanci na čelu s kraljem Leonidom. Perzijci so jih obšli in jih napadli s hrbta; v bitki je nekaj sto Špartancev izgubilo boj proti mnogo številčnejši perzijski vojski. Padli so vsi, tudi kralj, a pred tem so dalj časa hrabro zadrževali Perzijce, da se je grško ladjevje medtem lahko pomaknilo na jug. Pot do Aten je bila za Perzijce zdaj odprta. Ko so prišli do mesta, so porušili obzidje in mesto požgali, nato pa so se obrnili, ker jim je začelo primanjkovati hrane.
Medtem so se Atenam približale tudi perzijske pomorske enote. Atenci so jih pričakali pri otoku Salamina in jih v pomorski bitki uspešno pregnali. Perzijci so leta 479 začeli nov pohod, a so bili premagani v pomorski bitki pri Mikalah in kopenski bitki pri Platajah. S tem so se njihovi pohodi na evropska tla končali.

### Atenska demokracija
- δῆμος (demos) = ljudstvo
- δημοκρατία = vladavina ljudstva

Izraz demokracija izvira od jonskih Grkov; tako so imenovali državno obliko, ki je v najboljšem primeru omogočala vsem odraslim moškim, ki so bili vpisani na sezname državljanov, da so enakopravno sodelovali v političnem življenju.
Atene so po koncu vojn s Perzijci zaradi morebitnega ponovnega napada polise v svoji bližini povezale v t. i. atiško-delsko pomorsko zvezo, v kateri so imele prevlado. Med državicami v zvezi je potekala tudi živahna trgovina. Skupno blagajno je imela zveza na otoku Delos, vanjo pa so morale države, ki niso imele vojaškega ladjevja, plačevati posebne prispevke.
V tem času je zgodovina Grčije v znamenju vzpona Aten. Bile so prve med grškimi polisi, gospodarsko zacvetijo in prevzamejo vso trgovino na Egejskem morju, kar med drugim tudi odpre vrata demokratični ureditvi. Njen nosilec je Perikles (okoli 490–429 pr. n. št.). V demokraciji je precej večjo vlogo dobila ljudska skupščina (vsi svobodni moški državljani Aten), iz katere so volili porotnike in uradnike; skupščina je sprejemala zakone in odločala o vojni in miru. Sestajala se je zelo pogosto, okoli štiridesetkrat letno. Še zmeraj so imeli tudi 500-članski bulé, v katerem so sedeli predstavniki desetih atenskih okrajev (fil), predstavniki vsake file pa so 36 dni v letu sestavljali vlado (pritanije). Imeli so tudi ljudsko sodišče, sestavljeno iz šest tisoč državljanov, ki so bili razdeljeni v vrsto manjših porotnih skupin. Nosilce izvršilne oblasti, arhonte, so izbirali z žrebom; vojaške poveljnike, stratege, pa je volila ljudska skupščina. Atenska demokracija je bila široko zasnovana, seveda pa ni primerljiva s tistim, kar si pod to besedo predstavljamo danes. Iz soodločanja so bili namreč izključeni ženske, tujci in sužnji. 
V tem času so se Atene močno utrdile z gradnjo obzidja, sledile pa so tudi številne monumentalne gradnje na griču Akropola, ki so jih v glavnem omogočila sredstva pomorske zveze. V tem času so nastali Atenin tempelj Partenon, Propileje in nekoliko pozneje Erehtejon, ob vznožju Akropole je nastalo glasbeno gledališče Odeon. V tem času so delovali tudi številni znani ustvarjalci, kot so kipar Fidija, dramatik Sofokles in zgodovinar Herodot. Antični viri Periklov čas označujejo kot zlato dobo.
Antična demokracija, kakršna se je najjasneje zarisala v Atenah, se od moderne demokracije razlikuje v teh bistvenih točkah:
- demokracija je bila zaradi preglednosti polisov neposredna in ne predstavniška;
- v njej se oblast ni delila na izvršilno, zakonodajno in sodno;
- ni bilo tistega, kar danes poznamo kot 'državo', namreč uradnega in oblastnega aparata, uradnikov, usposobljenih za posamezna področja;
- državljanske pravice je imel samo del prebivalcev polisa, namreč odrasli in polnopravni meščani. Ženske in sužnji so bili iz tega izključeni, prav tako kot tudi svobodni tujci, ki so prebivali v polisih in so jim v Atenah pravili meteki (μέτοικοι); če so prispevali 'denar za zaščito', so dobili dovoljenje za bivanje v polisu in opravljanje poklica.

Grki so v 5. stoletju razumeli demokracijo po treh bistvenih načelih:
- enake pravice za vse (ἰσονομία);
- popolna svoboda političnega izražanja mnenj (ἰσηγορία);
- enake možnosti za opravljanje državnih funkcij (ἰσοτιμία).

### Peloponeške vojne
Grški svet je bil v tem času vse bolj razdeljen na dva pola: državi Atene in Šparta sta bili neskladni politično in gospodarsko ter vojaško; prva je bila pomorska, druga kopenska sila. Medtem ko so Atene cvetele, je šlo Šparti gospodarsko vse slabše. Med njima se je slednjič vnela vrsta vojn, ki so postopno pripeljale do zatona klasične grške civilizacije.
Povod za vojno je bil manjši spor med strankama aristokratov in demokratov v Epidavru. V spor se je na strani demokratov vpletla Korkira, sicer kolonija Korinta, na drugi strani pa sam Korint, ki je kot član špartanske peloponeške zveze branil aristokrate. Korkira se je zato obrnila za pomoč k Atenam, Korint pa k Šparti. Obenem je izbruhnil tudi spor med Atenami in špartansko zaveznico Megaro. Leta 431 pr. n. št. je izbruhnila vojna. Špartanci so s kopensko vojsko, ki je po številu daleč presegala nasprotnikovo, vdrli v Atiko, kjer so povzročili precejšnjo škodo, ki ji je sledila lakota, tako da so bili Atenci odvisni od uvoza. Prebivalstvo je bilo znotraj obzidja sicer zavarovano. Atenci so jim vrnili s podobnim; z ladjevjem so napadli peloponeško obalo in Špartancem onemogočili dovoz hrane. Edina velika bitka v tem obdobju je bila kopenska bitka pri Deliju, v kateri so bili Atenci poraženi. Po desetih letih je bilo sklenjeno premirje, saj so Atene že nekaj let trpele zaradi kuge, zaradi katere je umrl tudi Periklej.
V letih 414–405 pr. n. št. pride ponovno do spopadov. Atenski strateg Alkibiad je v tem času skoval načrt, da bi z ladjevjem zasedli Sirakuze, polis na Siciliji, s čimer bi preprečili dobavo sicilskega žita Šparti ter jo prisilili k predaji. A Alkibiad se je zapletel v spor z domačimi oblastmi, odprava, ki je sicer imela kar 134 ladij, pa je bila brez njega neuspešna. Sprva ji sicer ni kazalo slabo, saj se je izkrcala na Siciliji in začela oblegati Sirakuze. A sledil je poseg Špartancev in obleganje je bilo vse manj smiselno. Ko so se Atenci slednjič odločili za umik, so jim Sirakužani nastavili past ter jim ladje potopili, vojake pa zajeli. Špartanci so se medtem za finančno pomoč obrnili na Perzijce, ki so jim pomagali zgraditi novo vojsko. V naslednjih letih se je vojna sreča obračala različno, leta 405 pr. n. št. pa so bili Atenci popolnoma poraženi v pomorski bitki pri Ajgospotamih. Mirovni pogoji, ki so jih postavili Špartanci, so bili težki: Atene so se morale razen dvanajstih ladij odreči mornarici, podreti obzidje med Atenami in Pirejem, plačati vojno škodo, razpustiti Atiško-delsko pomorsko zvezo in namesto demokracije uvesti oligarhijo (demokracija je bila pozneje obnovljena). Sledila je doba špartanske hegemonije, ki pa po moči še zdaleč ni dosegla prejšnje atenske.
Čas zatona grškega polisa sicer ni pomenil tudi duhovnega zatona, saj sta prav v 4. stoletju pr. n. št. delovala najpomembnejša grška filozofa Platon in Aristotel.
V prvi polovici 4. stoletja pr. n. št. so hegemonijo nad grškimi polisi za krajši čas dosegle Tebe. Leta 362 pr. n. št. so Atenci in Špartanci ponovno našli skupen jezik in Tebance porazili v bitki pri Mantineji. A od peloponeških vojn dalje ne Atene ne Šparta niso več dočakale vzpona. Na severu se je medtem oblikovala nova sila – Makedonci.

### Makedonski kralj Filip II. in Aleksander Veliki
Do kralja Filipa II. so bili Makedonci odmaknjeno hribovsko ljudstvo, ki je bilo sicer grškega izvora, a je v kulturnem smislu za Grki precej zaostajalo. V času predhodnikov kralja Filipa se je iz pokrajin južne Makedonije začelo širiti proti vzhodu prek Vardarja na območje ob Strumi. Kralj Filip II., ki je na oblast prišel leta 359 pr. n. št., pa je moral za nadaljnja osvajanja najprej reformirati vojsko: njeno jedro je po novem sestavljala strnjena falanga težko oboroženih pešcev, ki so nosili zelo dolge (petmetrske) sulice, ob straneh pa jo je spremljala konjenica. 
Makedonski sosedje so se zbali nastajajoče močne države in so se povezali v zavezništvo, ki so se mu pridružile tudi Atene. A Filipova vojska je sosednja ljudstva – Ilire, Tračane, Peone – eno za drugim premagala. Z zmago v bitki na Žafranovem polju si je Filip podredil Tesalijo, kmalu zatem pa še polotok Halkidiko. V Atenah je medtem vladalo vse hujše protimakedonsko razpoloženje, ki ga je spodbujal zlasti govornik Demosten. Na njegovo pobudo je nastala Helenska zveza pod vodstvom Aten, ki naj bi Grke varovala pred makedonskim napadom, a je bila za kaj takega prešibka. Po vrsti diplomatskih in vojaških posredovanj je nazadnje prišlo do vojne (340–338 pr. n. št.), v kateri je bila zveza grških mestnih držav z Atenami na čelu odločilno poražena v bitki pri Hajroneji. Leta 338 so na kongresu predstavnikov grških polisov nato ustanovili veliko Vsehelensko zvezo (vseh držav razen Šparte), razglasili mir in večno zavezništvo zveze s Filipom. Razglašeno je bilo načelo avtonomije posameznih držav, Filipa pa so nato pooblastili za poveljnika vojne proti Perziji. A makedonski kralj je ni dočakal – leta 336 pr. n. št. je bil na poroki svoje hčere žrtev atentata.
Filip je z združitvijo grških držav pod makedonskim vodstvom postavil temelje poznejši svetovni državi svojega sina Aleksandra. A ta je imel ob smrti očeta komaj 20 let in si je moral oblast najprej utrditi. To je storil z nekaj pohodi proti sosednjim ljudstvom, ki so se začela upirati, in v katerih je pokazal veliko energijo in vojaško nadarjenost. Nato se je lotil priprav za pohod v Azijo, kamor se je odpravil z okoli 30.000 pešci in 5000 konjeniki.
Perzijska država je bila v tem času šibka, Aleksander pa se je domačemu maloazijskemu prebivalstvu in grškim naseljencem predstavil kot rešitelj  perzijskega jarma. Prvi velik uspeh, ki ga je sicer skoraj stal življenja, je dosegel v bitki pri Graniku, kjer je premagal vojsko štirih maloazijskih satrapov (načelniki pokrajin – satrapij). Po zavzetju obalnega pasu Male Azije se je Aleksandrova vojska obrnila v notranjost. V polletnem pohodu je makedonski kralj zrušil perzijsko oblast v zahodni in osrednji Mali Aziji.
Pohod leta 333 pr. n. št. se je usmeril prek gorovja Tavros v Kilikijo. Jeseni tega leta je prišlo v obalnem delu severne Sirije do velike bitke pri Isu, ki je Makedoncem prinesla odmevno zmago. Zajeli so celo tabor perzijskega kralja Dareja z njegovo družino. 
Sledilo je osvajanje prednje Azije: Fenicije in Palestine. Od feničanskih mest se je krčevito upiral le Tir, ki so ga po dolgem obleganju zavzeli poleti leta 332. Sledil je Aleksandrov pohod v Egipt, kjer ga je domače prebivalstvo sprejelo kot osvoboditelja izpod perzijske oblasti in ga okronalo z dvojno krono Zgornjega in Spodnjega Egipta. Med svojim bivanjem v Egiptu je makedonski kralj ustanovil tudi mesto Aleksandrija.  
Spomladi leta 331 se je makedonska vojska obrnila nazaj proti vzhodu in prek Sirije prišla v severno Mezopotamijo. Na območju današnjega Iraka se je z mnogo večjo perzijsko vojsko udarila v veliki bitki pri Gavgameli, ki je odločila usodo perzijske države. Aleksander se je po zmagi oklical za kralja Azije in nato z lahkoto zavzel tudi prestolnico Perzepolis.
A to mu še ni bilo dovolj, saj je hotel osvojiti tudi vzhodne predele perzijske države. Spomladi leta 329 je njegova vojska prekoračila gorovje Hindukuš, kar je bil tvegan in naporen podvig, in slednjič dosegla skrajno severovzhodno mejo Perzije, deželo Sogdiano (območje današnjega Samarkanda). Leta 327 se je Aleksander poročil s perzijsko plemkinjo Roksano, kar je bila gesta sprave s Perzijci in obenem izraz njegove nove drže: imel se je za vladarja svetovne države, v kateri sobivajo in se mešajo različna ljudstva.
Poleti 327 je Aleksander z vojsko ponovno prečkal Hindukuš in si izboril še vstop v dolino indijskih rek. To je bil Grkom povsem neznan svet. Leta 326 so v bitki ob Hidaspu premagali indijskega kralja Pora in njegovo vojsko z bojnimi sloni. Najbolj vzhodna točka njihovega pohoda je bila reka Hifazis; tu so med dolgotrajnim monsunskim deževjem slednjič klonili in se obrnili proti domu – del vojske je šel po kopnem, del pa po morju. 
Aleksandrova država se je tedaj na višku svoje moči raztezala od Jadrana do Indijskega oceana, od spodnje Donave do Zgornjega Egipta. Načrtoval je tudi osvajalski pohod na zahod, a mu je to po kratki bolezni leta 331 pr. n. št. preprečila prezgodnja smrt.

## Helenizem (323–30 pr. n. št.)
Po Aleksandrovi smrti so se za njegovo dediščino spopadli njegovi vojskovodje, ki so si ozemlje velikanske države razdelili. Po številnih medsebojnih spopadih je država razpadla na tri večje dele:
- Makedonijo in Grčijo je dobil Antigon oziroma njegovi potomci, Antigonidi. V državi vladajo nenehne napetosti, saj si grške države skušajo vrniti neodvisnost.
- Ptolemaj I. Soter in Ptolemajci zavladajo Egiptu (glavno mesto Aleksandrija).
- Selevk in njegovi nasledniki Selevkidi dobijo največji, azijski del – ozemlje od Helesponta v Mali Aziji do Inda. Glavno mesto je Selevkeja ob Tigrisu, pozneje pa Antiohija ob Orontu. Od tega dela se kmalu odcepijo Indijci in Parti.

Obdobje, ki je dobilo ime helenistično obdobje, saj se grški jezik in kultura razmahneta čez velik del tedaj znanega sveta, je obdobje velikih sprememb glede na nekdanji način življenja v mestnih državah. Polis nadomestijo velikanske večetnične države, v katerih nastanejo prva velemesta tedanjega časa, kot sta Selevkeja in Antiohija, ki sta imeli najverjetneje več kot pol milijona prebivalcev. Vsem trem državam je skupen doslej Grkom tuj vladarski kult.
Grki in Makedonci, razseljeni daleč na vzhod, so v tem času v svojo novo domovino prenesli jezik, navade in vero, obenem pa so se orientalizirali in podlegli številnim vplivom domačega prebivalstva. Helenizem je tako čas velikega mešanja kultur. V tem času se je zelo spremenila mentaliteta posameznika; zaradi vrhovne kraljeve oblasti v večinoma oddaljenih središčih je bila velika večina državljanov odrezana od političnega življenja. Za helenizem je tako značilen izrazit individualizem. Velik vpliv na življenjski slog imajo stoiška in epikurejska filozofija in nauki o iskanju osebne srečnosti, ki vključuje sprijaznjenje z usodo. Religiozno življenje je postalo zasebna zadeva.
Države Aleksandrovih naslednikov so se morale prej ko v 300 letih po njegovi smrti umakniti novi nastajajoči velesili – Rimu. Rimljani so po več vojaških pohodih v Grčijo leta 148 pr. n. št. slednjič dokončno ukinili makedonsko državnost in Makedonijo razglasili za rimsko provinco. Sledilo je rimsko širjenje v Azijo – vojskovodja Pompej Veliki je leta 63 pr. n. št. dokončno uničil ostanke selevkidske države in ustanovil provinco Sirijo. Avgust, ki je pozneje postal rimski cesar, pa je začel še vojno proti Egiptu. Osvojil ga je po bitki pri Akciju leta 31 pr. n. št. oziroma po smrti zadnje grške vladarice Egipta, Kleopatre VII.